# Haradziszcza (rejon berezyński)
Haradziszcza (pol. Horodyszcze, biał. Гарадзішча; ros. Городище, Gorodiszcze) – wieś na Białorusi, w obwodzie mińskim, w rejonie berezyńskim, w sielsowiecie Bahuszewiczy. W 2009 roku liczyła 17 mieszkańców.